# Куп Никша Бућин
Куп Никша Бућин, фудбалско је такмичење у Црној Гори, које се одржава у организацији Удружења клубова Југ и учествују сви клубови из градова који припадају јужној регији. Основано је у знак сјећања на Никшу Бућина и финале се игра у Котору. Побједнику се предаје пехар у стално власништво и прелазни пехар, који је поклон Субнора Котор, покровитеља такмичења. Играчи и чланови побједничког клуба и службена лица у финалној утакмици добијају златне медаље, док поражени у финалу добијају сребрне медаље.
Рекордер је Бокељ који је такмичење освојио осам пута заредом, док је други тим Бокеља освојио једном, а Арсенал је освојио седам пута.

## Историја
Такмичење је основано 1956. године од стране Фудбалског савеза Јужне регије Црне Горе и Борачке организације Котора, у знак сјећања на борца и бившег фудбалера Бокеља — Никшу Бућина, који је погинуо у новембру 1944. године у борби против четника. Основано је тако да учествују сви клубови из градова који припадају Јужној регији, а од почетка финале се игра на стадиону Бокеља у Котору, обично 1. маја. За побједнике од 1956. до 1964. нема података, а од 1964. до 1971. Бокељ је освојио осам пута заредом.
Године 1972. предсједништво фудбалског савеза подручја Котор донијело је одлуку да се из такмичења искључе клубови који се такмиче у већем степену такмичења од међуопштинског, које је касније постало Јужна регија, због неравноправних односа у снази клубова, што је трајало до 1995. У почетним годинама поједини клубови су одустајали због недостатка материјалних средстава, а од 1964. године, од када савез има документацију, до 1995. године, забиљежена су само два прекида утакмице. Година 1996. је проглашена за годину јубилеја и дозвољено је учешће свим клубовима без обзира на степен такмичења у којем играју. Јубиларно издање освојио је ФК Ловћен, након чега су освојили Могрен и Отрант, а 1999. Куп није одржан због НАТО бомбардовања СР Југославије.
Године 2000. освојио је Морнар са гол-разликом 9 : 0 на три утакмице. Године 2001. освојио је други тим Бокеља, након чега су освајали ОФК Бар, Слога Стари Бар, по двапут Игало и Отрант, а 2008. освојио је Морнар по трећи пут, који је те сезоне такође освојио и првенство и куп Јужне регије. Године 2009. освојио је ОФК Бар по други пут, након чега је освојио Арсенал по четврти пут. Године 2011. Куп је освојио Хајдук Бар по први пут, док је 2013. освојило Цетиње по први пут. Године 2014. Слога Стари Бар је освојила по трећи пут, док је Хајдук 2015. освојио по други пут, а Арсенал 2016. по шести пут.
Године 2017. освојила је Слога Радовићи по други пут у историји и први пут послије 1980. године, побједом у финалу против Арсенала 3 : 1 након једанаестераца. Године 2018. освојио је Арсенал по седми пут, побиједивши у финалу Слогу Радовићи 3 : 0. Слога Радовићи је 2019. играла треће финале заредом и побиједила је Слогу Стари Бар 7 : 0, освојивши такмичење трећи пут у историји.
Због пандемије ковида 19, Куп није одржаван 2020. и 2021. године, а 2022. освојио је Орјен по пети пут у историји, а први пут од 1990. побједом у финалу против Ловћена 3 : 0. Године 2023. освојио је Грбаљ по први пут у историји, побиједивши у финалу Ловћен 1 : 0. Године 2024. освојила је Слога Стари Бар по четврти пут, а први пут послије 2014. побједом у финалу против Слоге Радовићи 4 : 2 послије извођења једанаестераца, након што је утакмица завршена 2 : 2 у регуларном дијелу.

## Побједници
- 1956—1963: Непознато
- 1964: Бокељ
- 1965: Бокељ
- 1966: Бокељ
- 1967: Бокељ
- 1968: Бокељ
- 1969: Бокељ
- 1970: Бокељ
- 1971: Бокељ
- 1972: Торпедо
- 1973: Полет
- 1974: Арсенал
- 1975: Могрен
- 1976: Игало
- 1977: Орјен
- 1978: Игало
- 1979: Морнар
- 1980: Слога Радовићи
- 1981: Тара
- 1982: Орјен
- 1983: Игало
- 1984: Арсенал
- 1985: Лука Бар
- 1986: Бијела
- 1987: Лука Бар
- 1988: Бијела
- 1989: Арсенал
- 1990: Орјен
- 1991: Игало
- 1992: Бијела
- 1993: Херцег Нови
- 1994: Слога Стари Бар
- 1995: Бијела
- 1996: Ловћен
- 1997: Отрант
- 1998: Могрен
- 1999: Није одржано[н 1]
- 2000: Морнар
- 2001: Бокељ 2
- 2002: ОФК Бар
- 2003: Игало
- 2004: Слога Стари Бар
- 2005: Отрант
- 2006: Отрант
- 2007: Игало
- 2008: Морнар
- 2009: ОФК Бар
- 2010: Арсенал
- 2011: Хајдук Бар
- 2012: Арсенал
- 2013: Цетиње
- 2014: Слога Стари Бар
- 2015: Хајдук Бар
- 2016: Арсенал
- 2017: Слога Радовићи
- 2018: Арсенал
- 2019: Слога Радовићи
- 2020: Није одржано[н 2]
- 2021: Није одржано[н 2]
- 2022: Орјен
- 2023: Грбаљ
- 2024: Слога Стари Бар

## Успјешност клубова
| Позиција | Клуб            | Број побједа | Године                                         |
| -------- | --------------- | ------------ | ---------------------------------------------- |
| 1.       | Бокељ           | 8            | 1964, 1965, 1966, 1967, 1968, 1969, 1970, 1971 |
| 2.       | Арсенал         | 7            | 1974, 1984, 1989, 2010, 2012, 2016, 2018       |
| 3.       | Игало           | 6            | 1976, 1978, 1983, 1991, 2003, 2007             |
| 4.       | Орјен           | 5            | 1973, 1977, 1982, 1990, 2022                   |
| 5.       | Бијела          | 4            | 1986, 1988, 1992, 1995                         |
| 5.       | Слога Стари Бар | 4            | 1994, 2004, 2014, 2024                         |
| 7.       | Морнар          | 3            | 1979, 2000, 2008                               |
| 7.       | Слога Радовићи  | 3            | 1980, 2017, 2019                               |
| 7.       | Отрант Олимпик  | 3            | 1997, 2005, 2006                               |
| 10.      | Могрен          | 2            | 1975, 1998                                     |
| 10.      | Лука Бар        | 2            | 1985, 1987                                     |
| 10.      | ОФК Бар         | 2            | 2002, 2009                                     |
| 10.      | Партизан Бар    | 2            | 2011, 2015                                     |
| 14.      | Торпедо         | 1            | 1972                                           |
| 14.      | Тара            | 1            | 1981                                           |
| 14.      | Херцег Нови     | 1            | 1993                                           |
| 14.      | Ловћен          | 1            | 1996                                           |
| 14.      | Бокељ 2         | 1            | 2001                                           |
| 14.      | Цетиње          | 1            | 2013                                           |
| 14.      | Грбаљ           | 1            | 2023                                           |